# Adarnase II de Iberia

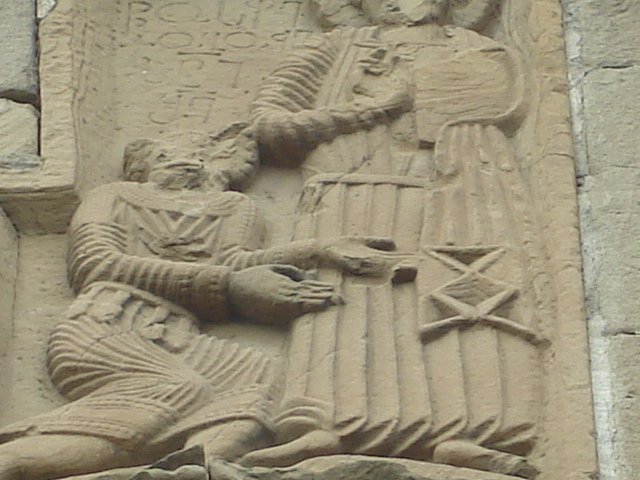
Bajorrelieve del procedente del Monasterio de la Santa Cruz en Mtskheta (Georgia). Representa al príncipe georgiano del Adarnase rezando ante Jesucristo.

Adarnase II (en georgiano: ადარნასე II), de la dinastía Cosroida, fue un príncipe presidente de Iberia (Kartli, Georgia oriental) de 650 a 684/5. Es presumiblemente el patricius ibérico mencionada en la carta de Anastasius Apocrisarius perteneciente al martirio de Máximo el Confesor, y el príncipe Nerses cuya revuelta contra los árabes se menciona por el cronista Armenio Hovannes Draskhanakertsi.
Adarnase sucedió a su padre Esteban II y gobernó como vasallo del Califato. Sin embargo, en 681/2, se unió a los príncipes armenios y albaneses en una revuelta general contra la hegemonía árabe. Resistió los ataques árabes durante tres años@– hasta que los Jázaros entraron en la guerra. Adarnase/Nerses fue asesinado, y los árabes instalaron a Guaram II de la dinastía guaramida en el trono de Iberia.
La placa de piedra exterior de la iglesia de la Cruz Santa en Mtsjeta, Georgia, menciona los constructores principales de esta iglesia: Stephanos el patricius, Demetrius el hypatos, y Adarnase el hypatos que tradicionalmente han sido identificados por los estudiosos georgianos con Esteban I, hijo de Guaram; Demetrio, hermano de Esteban I y Adarnase I. Sin embargo, la opinión expresada por Profesor Cyrille Toumanoff discrepa de esta perspectiva al identificar a estos personajes con Esteban II, Demetrio (hermano de Esteban I), y Adarnase II, respectivamente. Tuvo un hijo, Esteban.